# Henriettea lateriflora
Henriettea lateriflora är en tvåhjärtbladig växtart som först beskrevs av Vahl, och fick sitt nu gällande namn av Richard Alden Howard och E.A.Kellogg. Henriettea lateriflora ingår i släktet Henriettea och familjen Melastomataceae. Inga underarter finns listade i Catalogue of Life.